# Verbandsgemeinde Nierstein-Oppenheim

Lage der Verbandsgemeinde im Landkreis Mainz-Bingen

Die Verbandsgemeinde Nierstein-Oppenheim war eine Gebietskörperschaft im Landkreis Mainz-Bingen in Rheinland-Pfalz. Der Verbandsgemeinde gehörten die Städte Oppenheim und Nierstein sowie neun weitere Ortsgemeinden an, der Verwaltungssitz war in der Stadt Oppenheim.
Am 1. Juli 2014 wurde die Verbandsgemeinde Guntersblum in die Verbandsgemeinde Nierstein-Oppenheim eingegliedert. Daraus entstand die neue Verbandsgemeinde Rhein-Selz.

## Verbandsangehörige Gemeinden
| Ortsgemeinde, Stadt                  | Fläche (km²) | Einwohner |
| ------------------------------------ | ------------ | --------- |
| Dalheim                              | 6,34         | 1.021     |
| Dexheim                              | 5,69         | 1.416     |
| Dienheim                             | 9,91         | 2.157     |
| Friesenheim                          | 3,47         | 681       |
| Hahnheim                             | 6,39         | 1.533     |
| Köngernheim                          | 3,63         | 1.370     |
| Mommenheim                           | 7,78         | 3.077     |
| Nierstein, Stadt                     | 19,34        | 7.912     |
| Oppenheim, Stadt                     | 7,09         | 7.132     |
| Selzen                               | 6,66         | 1.522     |
| Undenheim                            | 9,97         | 2.761     |
| Verbandsgemeinde Nierstein-Oppenheim | 86,27        | 30.582    |

(Einwohner am 31. Dezember 2012)

## Geschichte
Im Zuge der Gebietsreform des Landes Rheinland-Pfalz wurde die Verbandsgemeinde Guntersblum in die Verbandsgemeinde Nierstein-Oppenheim eingegliedert. Als Grund dafür gilt unter anderem die für das Land Rheinland-Pfalz eher geringe Zahl von Einwohnern (unter 12.000 Einwohner) der Verbandsgemeinde Guntersblum und die daraus vermeidbaren Verwaltungskosten. Die Amtsgeschäfte der neuen Verbandsgemeinde mit dem Namen „Verbandsgemeinde Rhein-Selz“ wurden am 1. Juli 2014 aufgenommen. Die Verbandsgemeinde Rhein-Selz hat im Leininger Schloss in Guntersblum eine Verwaltungsstelle. Die neue Verbandsgemeinde Rhein-Selz ist mit rund 40.000 Bürgern die größte Verbandsgemeinde in Rheinland-Pfalz.
Am 13. Dezember 2013 stimmten die Fraktionen der SPD Rheinland-Pfalz und von Bündnis 90/Die Grünen Rheinland-Pfalz im Landtag Rheinland-Pfalz für eine Zwangsfusion beider Verbandsgemeinden, nachdem eine freiwillige Fusion gescheitert war. Die Fraktion der CDU Rheinland-Pfalz stimmte gegen die Fusion.

## Einwohnerentwicklung
Die Entwicklung der Einwohnerzahl bezogen auf das Gebiet der Verbandsgemeinde Nierstein-Oppenheim im Jahr 2014; die Werte von 1871 bis 1987 beruhen auf Volkszählungen:
| Jahr | Einwohner |
| 1815 | 8.831     |
| 1835 | 14.152    |
| 1871 | 13.695    |
| 1905 | 16.472    |
| 1939 | 17.513    |
| 1950 | 21.247    |

| Jahr | Einwohner |
| 1961 | 20.735    |
| 1970 | 20.739    |
| 1987 | 21.660    |
| 1997 | 27.158    |
| 2005 | 29.826    |
| 2010 | 30.572    |

## Politik

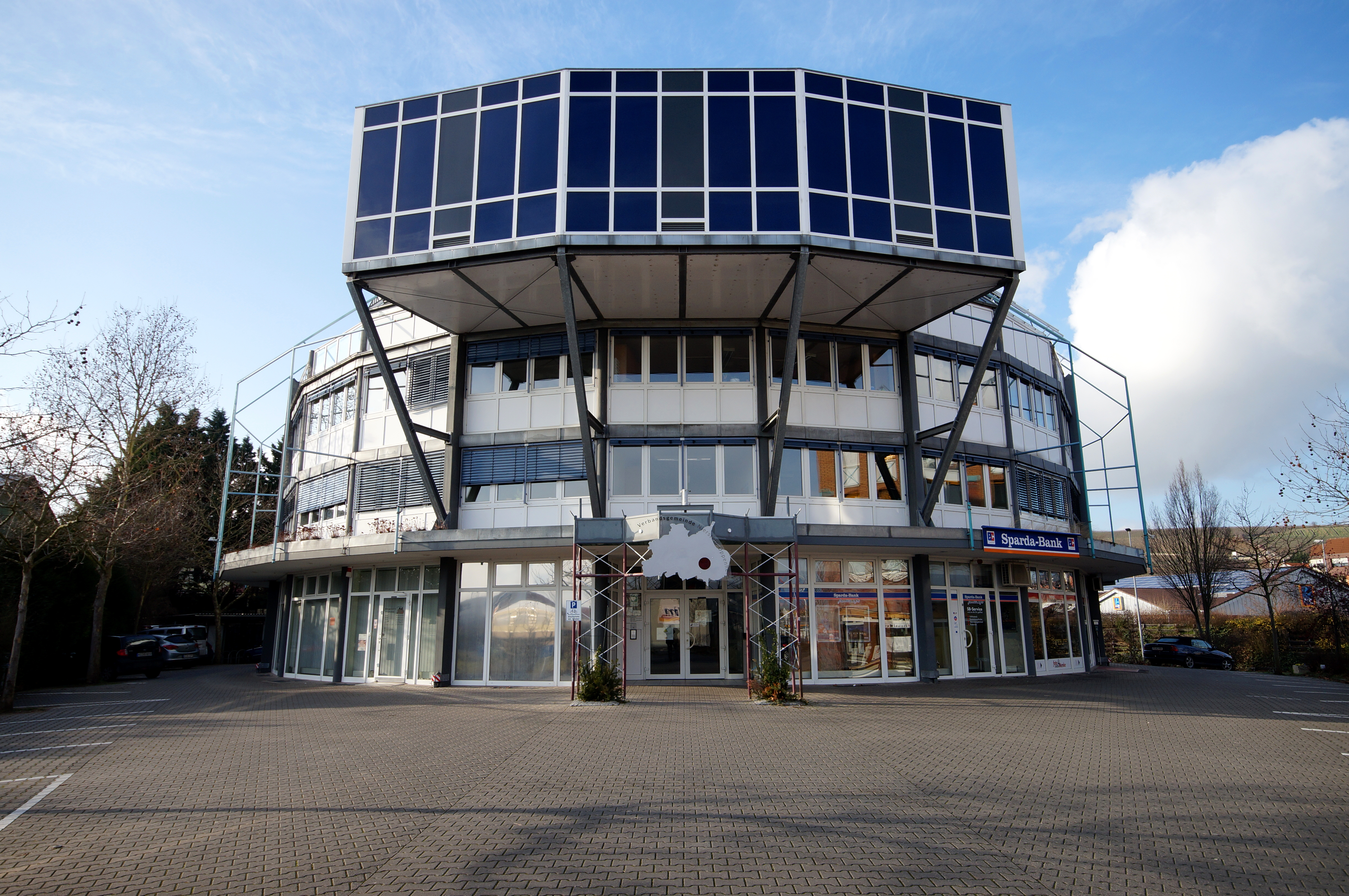
Sitz der ehemaligen Verbandsgemeindeverwaltung: das Oppenheimer Rondo

### Verbandsgemeinderat
Der Verbandsgemeinderat Nierstein-Oppenheim bestand nach seiner letzten Wahl bei der Kommunalwahl am 7. Juni 2009 aus 40 ehrenamtlichen Ratsmitgliedern, die in einer personalisierten Verhältniswahl gewählt wurden, und dem hauptamtlichen Bürgermeister als Vorsitzendem.
Die Sitzverteilung im ehemaligen Verbandsgemeinderat:
| Wahl | SPD | CDU | FDP | GRÜNE | FWG | BL | Gesamt   |
| ---- | --- | --- | --- | ----- | --- | -- | -------- |
| 2009 | 14  | 12  | 3   | 4     | 5   | 2  | 40 Sitze |
| 2004 | 12  | 13  | 2   | 3     | 6   | –  | 36 Sitze |

## Bürgermeister
Der letzte Bürgermeister der Verbandsgemeinde Nierstein-Oppenheim war seit 1994 Klaus Penzer (SPD). Klaus Penzer wurde bei den Kommunalwahlen in Rheinland-Pfalz 2014 auch zum ersten Bürgermeister der Verbandsgemeinde Rhein-Selz gewählt.
Erster Bürgermeister der Verbandsgemeinde war von 1972 bis 1984 Friedhelm Schneider (SPD). Von 1984 bis 1994 hatte Reinhard Petry (CDU) das Amt inne.

### Wappen
Die Blasonierung lautet: „In achtfach von Gold und Rot geteiltem Schildbord von Gold und Schwarz geteilt, oben ein rotbewehrter schwarzer Adler, unten ein rotgewehrter, -bezungter und -bekrönter goldener Löwe, beseitet von je einem sechsstrahligen goldenen Stern.“